# Myrcia sororopanensis
Myrcia sororopanensis är en myrtenväxtart som beskrevs av Julian Alfred Steyermark. Myrcia sororopanensis ingår i släktet Myrcia och familjen myrtenväxter. Inga underarter finns listade i Catalogue of Life.